# Идолта (озеро)
Идолта (бел. Ідолта) — озеро в Миорском районе Витебской области Белоруссии в бассейне реки Вята (приток Западной Двины).
Площадь поверхности озера 0,58 км², длина 1,71 км, наибольшая ширина 0,63 км. Наибольшая глубина озера Идолта достигает 13,1 м. Длина береговой линии 5,4 км, площадь водосбора — 13,2 км², объём воды 2,47 млн м³.
Озеро расположено в 11 км к северо-западу от города Миоры и в 11 км к юго-востоку от посёлка Друя и границы с Латвией. На северо-западном берегу озера находится деревня Идолта, на восточном — Милошово. Вдоль западного берега озера проходит ж/д линия Друя-Воропаево.
Озеро имеет слегка вытянутую форму, в северной части — полуостров. В озеро впадают два ручья, из северо-восточного залива вытекает ручей, впадающий в Вяту. Склоны котловины высотой 15-20 м, поросли лесом. Берега низкие, песчаные, под кустарником, на востоке и северо-западе сплавные. Мелководье до глубины 2 м песчаное, ниже илистое.